# Charles Antoine Manhès
Charles Antoine Manhès (Aurillac, 4 novembre 1777 – Napoli, 26 agosto 1854) è stato un generale francese, noto in Italia soprattutto per aver combattuto, sia pure con metodi violenti e crudeli, il brigantaggio nel regno di Napoli durante il periodo napoleonico.

## Biografia
Dopo gli studi nella città natale, fu nominato tenente il 24 dicembre 1799 e partecipò alle campagne d'Italia sotto Championnet, Moreau, Masséna e Berthier. Nipote del generale Milhaud, lo seguì come aiutante di campo nelle campagne militari dal 1802 al 1806. Nella battaglia di Austerlitz, in cui il suo cavallo fu ucciso, venne decorato da Napoleone I con la Legion d'onore (1805).
Nominato capitano nel giugno 1806, divenne aiutante di campo del Granduca di Berg (Gioacchino Murat) e lo seguì dapprima in Spagna (1808) e poi a Napoli. Sposò un'aristocratica italiana, Carolina Pignatelli, figlia del principe Andrea Pignatelli di Cerchiara. Nominato colonnello nel 1808, ricevette l'incarico di reprimere il brigantaggio nel Regno delle Due Sicilie, e iniziò la sua opera dapprima nel Cilento e negli Abruzzi. Le misure intraprese contro il brigantaggio furono spaventose (in Calabria era soprannominato "lo sterminatore"), ma molto efficaci; il 4 settembre 1809 fu nominato generale di brigata e, stabilendo il suo quartier generale a Potenza, organizzò la lotta al brigantaggio nelle province meridionali, soprattutto Basilicata e Calabrie, le province più infestate. A ottobre del 1810 venne inviato a Monteleone (oggi Vibo Valentia), quartier generale dei francesi nella parte meridionale del Regno e lì emise il famoso proclama contro i briganti:
Il RE, vostro padrone, e mio, ha osservato egli stesso i mali innumerevoli, che un pugno di scellerati fa pesare su voi. Il Suo cuore ha sofferto a questo spettacolo di delitti e di sciagure; ed ha deciso di metterci un termine.

S. M. mi ha confidato il comando della 6.a Divisione militare; e mi ha incaricato particolarmente della distruzione del brigantaggio, e del ritorno della tranquillità nelle Calabrie. Truppe, attribuzioni, poteri, alta Polizia  e quanto altro può contribuire alla riuscita felice delle intenzioni del nostro Augusto RE, Egli, ha messo nelle mie mani. Le autorità delle due provincie gareggeranno di zelo, di coraggio, e di fermezza.

Calabresi, i mezzi finora impiegati a questi oggetti medesimi sono stati infruttuosi , pochi infelici traviati dalle insinuazioni de' perfidi, ed armati dalla mano de' vostri nemici, sono caduti sotto la scure della giustizia. Ma i grandi colpevoli, si sono sempre salvati - i protettori de' briganti, coloro che alimentano questi sciagurati con viveri, con consigli, e con notizie buggiarde, si sono nascosti allo sguardo della giustizia, ed hanno evitato la punizione de' loro delitti ... Uomini vili quanto perfidi, voi avete perduta una parte de' vostri concittadini; ed avete messo nelle loro mani quelle armi, che non avete avuto il coraggio d'impugnare voi stessi! ... voi tremate all'aspetto de' pericoli, ma non de' delitti - - perversi uomini, l'ultima ora della vostra vita va a sonare. Sordi alle voci clementi del vostro buon RE, avete pronunziato voi stessi la vostra sentenza: siete fuori la legge, e la morte vi attende.

E voi buoni Calabresi, e brave Guardie Civiche, sempre fedeli alla causa della giustizia, e troppo sovente le vittime della vostra devozione al governo, voi troverete nel Generale che comanda le Calabrie un protettore, un amico, un fratello - - - io vengo al vostro soccorso con quanto bisogna per fare il bene - - - - noi marceremo insieme, e non prenderemo riposo prima che i nostri doveri no'l permetteranno, cioè quando la tranquillità pubblica non sarà perfettamente ristabilita.

Son già designati degli ufficiali superiori che faranno eseguire su tutti i punti della Calabria le misure salutari, che vado a prendere - - Una lista generale de' briganti in campagna sarà compilata, e pubblicata: tutti gli scellerati vi saranno iscritti e periranno - - - Non più amnistie: non si riceverà alcuno a presentazione che nelle carceri - - - questo stesso mezzo da salvar la vita è dovuto a S. M., che trova sempre nella sua clemenza una ragion di grazia.

La legge del I. Agosto 1809 è richiamata in vigore; e sarà eseguita esattamente. Se non basterà a distruggere i colpevoli, impiegherò all'opra tutto il potere straordinario, di cui S. M. mi ha rivestito. Guai agli ostinati! - - tutte le vendette della giustizia piomberanno sul loro capo.

Monteleone I. Ottobre 1810

Il Generale Ajutante di Campo di S. M. Comandante la 6.a Divisione Militare incaricato dell'alta polizia, e munito di potere estraordinario nelle due Calabrie.

Manhès»
(Rocco Liberti, Quaderni Mamertini - 13 - Sanfedisti Giacobini Briganti nella Piana di Gioia, 2000, pp.64-65)

Con l'aiuto dell'"ajutante generale" Giuseppe Iannelli, in appena sei mesi il brigantaggio cessò di essere un problema. Il 25 marzo 1811 fu nominato tenente generale e conte.

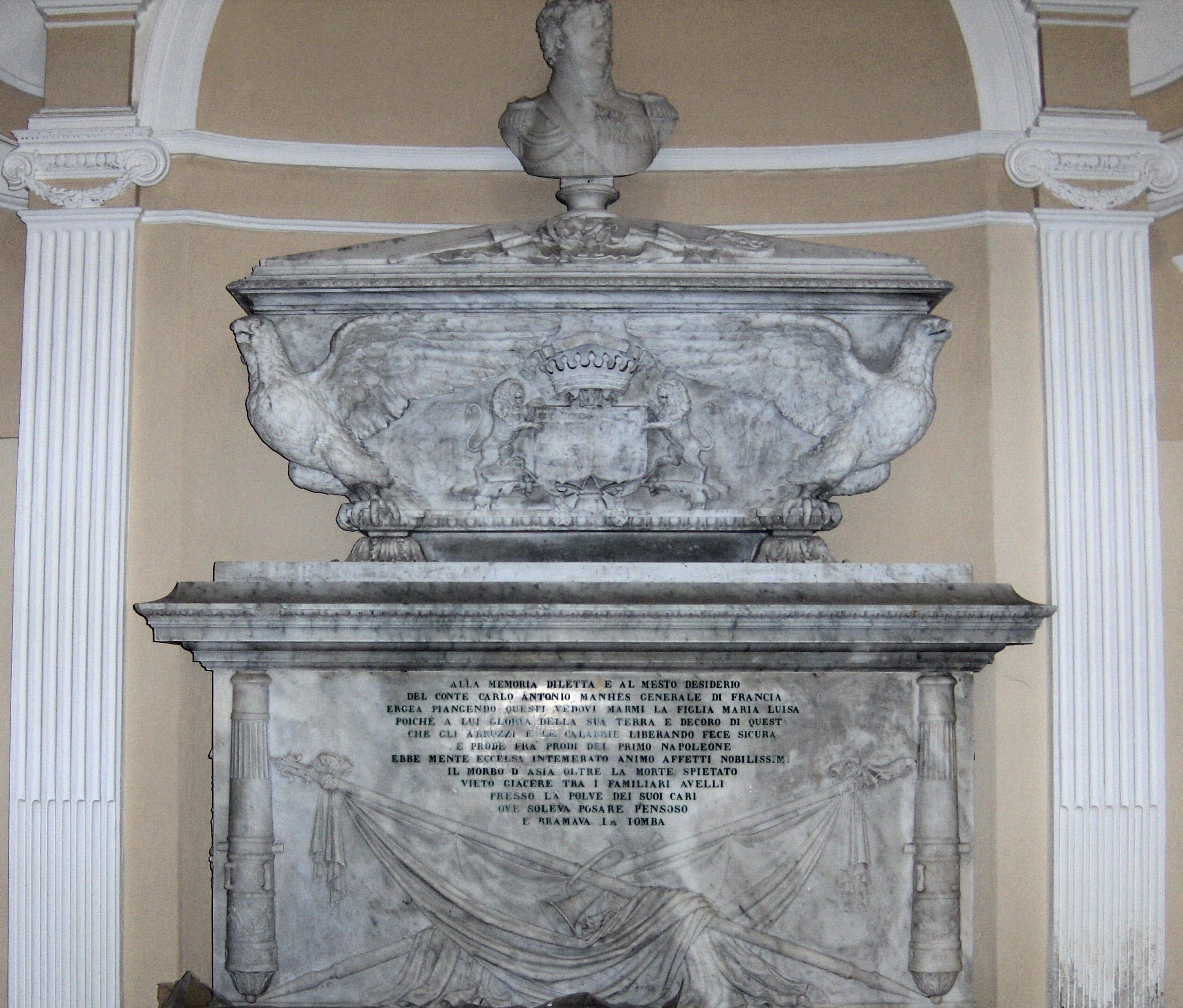
Benevento, Chiesa di San Domenico, Tomba del generale Manhès

Manhès mantenne i suoi incarichi anche dopo la Restaurazione, e nel 1827 fu nominato inspecteur général de gendarmerie. Fu messo a riposo nel 1830. Nel 1837 ritornò a Napoli per un viaggio di piacere e fu accolto con grandi onori dalla corte di Ferdinando II delle Due Sicilie. Ritornò in Italia anche in seguito, in quanto la sua figliuola Maria Luisa aveva sposato in Italia il principe di Morra. Morì in Napoli nel 1854 durante un'epidemia di colera. È seppellito nella Chiesa di San Domenico a Benevento in un sepolcro opera dello scultore Raffaele Beliazzi; nella stessa chiesa è seppellita anche la moglie Carolina, in un sepolcro opera di Giuseppe Vaccà.

## La lotta al brigantaggio
Descriveva così Pietro Colletta i metodi di Manhès:
Erano quelle ordinanze tanto severe che parevano dettate a spavento; ma indi a poco, per fatti o visti o divulgati dalla fama e dal generale istesso, la incredulità disparve. Undici della città di Stilo, donne e fanciulli (poiché i giovani robusti stavano in armi perseguitando i briganti), recandosi per raccorre ulivi ad un podere lontano, portavano ciascuno in tasca poco pane, onde mangiare a mezzo del giorno e ristorare le forze alla fatica. Incontrati da' vigilatori gendarmi, dei quali era capo il tenente Gambacorta (ne serbi il nome la istoria), furono trattenuti, ricercati sulla persona, e poiché provvisti di quel poco cibo, nel luogo intesso, tutti gli undici uccisi. Non riferirò ciò che di miserevole disse e fece una delle prese donne per la speranza, che tornò vana, di salvare, non sé stessa, ma un figliuolo di dodici anni. [...]

Lo spavento in tutti gli ordini del popolo fu grande, e tale che sembravano sciolti i legami più teneri di natura, più stretti di società; parenti e amici dagli amici e parenti denunziati, perseguiti, uccisi; gli uomini ridotti come nel tremuoto, nel naufragio, nella peste, solleciti di sé medesimi, non curanti del resto dell'umanità. Per le quali opere ed esempi viepiù cadendo i costumi del popolo, le susseguenti ribellioni, le sventure pubbliche, le tirannidi derivavano in gran parte dal come nel regno surse, crebbe e fu spento il brigantaggio. Questa ultima violenza non fu durevole: tutti i Calabresi, perseguitati o persecutori, agirono disperatamente; e poiché i briganti erano degli altri di gran lunga minori, e spicciolati traditi, sostenitori d'iniqua causa, furono oppressi. Sì che, di tremila che al cominciare di novembre le liste del bando nominavano, né manco uno solo se ne leggeva al finire dell'anno; molti combattendo uccisi, altri morti per tormenti, ed altri di stento, alcuni rifuggiti in Sicilia, e pochi, fra tante vicissitudini di fortuna, rimasti, ma chiusi in carcere.»
(Pietro Colletta, Storia del Reame di Napoli, Libro VII, Regno di Gioacchino Murat (1808-1815), Capo II "Fatti di guerra e di brigantaggio, poi distrutto.", XXVII-XXVIII, Capolago: Tip. e libreria Elvetica, 1834.)
Mentre li giustificava Cesare Lombroso:
(Cesare Lombroso, "L'uomo delinquente in rapporto all'antropologia, alla giurisprudenza ed alla psichiatria : (cause e rimedi)", Torino : Fratelli Bocca Editori, 1897)

## Fonti
Le notizie sulla vita del generale Manhès, in parte lacunose, provengono da una biografia scritta nel 1852, anno in cui il generale era ancora vivo, da un testo che elenca fra gli autori lo stesso generale, da un testo ottocentesco che riproduce un'autobiografia attribuita al generale Manhès e infine dal sepolcro del generale Manhès nella Chiesa di San Domenico a Benevento.
Informazioni sulla lotta contro il brigantaggio condotta dal generale Manhès sono reperibili anche nella Storia del Reame di Napoli di Pietro Colletta, peraltro avversario di Manhès.